# ورزشگاه کارلوس بلمونته
ورزشگاه کارلوس بلمونته (به اسپانیایی: Estadio Carlos Belmonte) با ظرفیت ۱۷٬۰۰۰ نفر یکی از ورزشگاه‌های فوتبال کشور اسپانیا است که در شهر آلباسته ایالت کاستیا-لامانچا واقع شده‌است. این ورزشگاه در سال ۱۹۶۰ بازگشایی شد و در حال حاضر بازی‌های خانگی باشگاه فوتبال آلباسته بالومپی در آن برگزار می‌گردد.